# Vlag van Phoenix (Arizona)

Vlag van Phoenix

De vlag van Phoenix (Arizona) bestaat uit een paarse achtergrond en een witte feniks in het midden van de vlag. De vlag werd op 14 februari 1990 officieel aangenomen.
De vlag heeft een verhouding van 5:9 en bestaat uit een kastanjebruine achtergrond en een witte feniks in het midden van de vlag, hetzelfde pictogram dat wordt gebruikt in het Zegel van Phoenix. De vleugels van de vogel buigen naar boven om bijna een volledige cirkel te maken, met een diameter van een derde van de lengte van de vlag. In het Grieks betekent "feniks" paars, een feit dat wordt weerspiegeld in de kleurkeuze voor de vlag. De mythologische feniks is de naamgever van de stad, voorgesteld door Darrell Duppa in 1868, omdat het een stad beschreef die werd geboren uit de ruïnes van voormalige Indiaanse beschavingen. Het ontwerp van de vlag is mogelijk geïnspireerd op die van de vlaggen van Japanse prefecturen.
In een beoordeling door de North American Vexillological Association van 150 Amerikaanse stadsvlaggen stond de Phoenix stadsvlag op de vierde plaats met een score van 8,65 uit 10.

## Vorige vlag

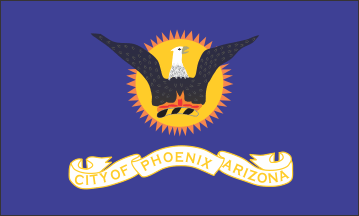
Vlag van Phoenix, 1921-1990

De eerste vlag werd ontworpen door Frederick C. Green, en werd officieel aangenomen op 23 november 1921.
De vlag had een donkerblauw veld met een grijze feniks aan de buitenrand van de vlag, voor een gouden 48-puntige zon. Daaronder stond een witte banier met een gouden pictogram met de woorden "City of Phoenix, Arizona".
Het huidige ontwerp is het tweede in de geschiedenis van de stad en is sinds 1990 van kracht, ter vervanging van een vlag die in 1921 werd aangenomen.